# 貝爾普萊恩 (新澤西州)
貝爾普萊恩（英語：Belleplain）是位於美國新澤西州開普梅縣的普查規定居民點。

## 人口
根據2020年美國人口普查的數據，貝爾普萊恩的面積為19.04平方千米，當中陸地面積為19.01平方千米，而水域面積為0.03平方千米。當地共有人口614人，而人口密度為每平方千米32.25人。